# Heike Kretschmann
Heike Kretschmann (* 14. Januar 1968 in Bremerhaven) ist eine deutsche Sportmanagerin und Politikerin (SPD) und seit Juni 2023 Mitglied der Bremischen Bürgerschaft.

## Biografie

### Ausbildung, Beruf und Familie
Kretschmann studierte nach dem Abitur von 1988 bis 1997 Angewandte Kulturwissenschaften an der Universität Lüneburg und schloss mit dem Magister ab. Sie erwarb im Sport von 2011 bis 2016 die B-Lizenz für Krebsnachsorge, Orthopädie, Koronasport und Innere Medizin.
Von 1998 bis 2003 war sie Projektleiterin bei der Stadthalle Braunschweig.
Seit März 2007 ist sie Vereinsmanagerin beim Turn- und Sportverein Huchting in Bremen.
Sie wohnt in Bremen-Huchting, ist verwitwet und hat zwei Söhne.

### Politik
Kretschmann ist Mitglied der SPD.
Von 2011 bis 2023 war sie Mitglied im Beirat Huchting und dort u. a. in den Ausschüssen Bildung, Kita und Sport sowie Gesellschaft und Soziales und Vertreterin des Beirats im Bürger- und Sozialzentrum Huchting (BUS). Sie war von 2015 bis 2019 stellv. Fraktionsvorsitzende und von 2019 bis 2023 Fraktionsvorsitzende.
Bei der Bürgerschaftswahl im Mai 2023 kandidierte sie für die SPD auf dem vorderen Listenplatz 10 und wurde mit 836 Personenstimmen auf ihrem Listenplatz zum Mitglied der 21. bremischen Bürgerschaft gewählt.
Sie ist kinderpolitische Sprecherin der SPD-Fraktion. In der Bürgerschaft ist sie Mitglied der Deputationen Kinder und Bildung sowie Sport und im Ausschuss für Jugendhilfe.

### Weitere Mitgliedschaften
- Bremer Turnerverband: Seit 2021 Vizepräsidentin für Breitensport
- Förderverein Grundschule Delfter Straße (2011–2015)
- Förderverein Grundschule Kirchhuchting (2007–2010)
- Mütterzentrum Huchting, Beisitzende (2007/08)
- Kinderladen Huchting, Vorsitzende (2004–2006)